# Efavirenz
Efavirenz (EFV), được bán dưới tên thương mại Sustiva cùng với một số tên khác, là một loại thuốc kháng virus được sử dụng để điều trị và ngăn ngừa HIV/AIDS. Chúng thường được khuyến cáo sử dụng kết hợp với các thuốc kháng retrovirus khác. Thuốc này có thể được sử dụng để phòng ngừa bệnh sau khi bị vật nhọn đâm vào da hoặc các dạng phơi nhiễm virus khác. Efavirenz được bán một mình hoặc ở dạng kết hợp như efavirenz/emtricitabine/tenofovir. Chúng được uống một lần mỗi ngày.
Các tác dụng phụ thường gặp gồm phát ban, buồn nôn, nhức đầu, cảm thấy mệt mỏi và khó ngủ. Một số phát ban có thể nghiêm trọng như hội chứng Stevens-Johnson. Các tác dụng phụ nghiêm trọng khác bao gồm trầm cảm, suy nghĩ tự sát, các vấn đề về gan và co giật. Thuốc này không an toàn để sử dụng trong khi mang thai. Đây là một chất ức chế enzyme sao chép ngược không giống nucleoside (NNRTI) và hoạt động bằng cách ngăn chặn chức năng phiên mã ngược của virus.
Efavirenz đã được chấp thuận cho sử dụng y tế tại Hoa Kỳ vào năm 1998. Nó nằm trong danh sách các thuốc thiết yếu của Tổ chức Y tế Thế giới, tức là nhóm các loại thuốc hiệu quả và an toàn nhất cần thiết trong một hệ thống y tế. Tính đến năm 2015 chúng không có sẵn dưới dạng thuốc gốc. Chi phí bán buôn ở các nước đang phát triển là khoảng 3,27 đến 9,15 USD mỗi tháng. Tính đến năm 2015 chi phí cho một tháng điển hình dùng thuốc ở Hoa Kỳ là hơn 200 USD.